# Chelonus fuscipennis
Chelonus fuscipennis är en stekelart som beskrevs av Mccomb 1968. Chelonus fuscipennis ingår i släktet Chelonus och familjen bracksteklar. Inga underarter finns listade i Catalogue of Life.